# 스티븐 윙
스티븐 위그(Steven Wiig, 1972년 12월 30일 ~ )는 미국의 음악가, 배우, 작곡가 겸 작사가, 음악 프로듀서이다.

## 영화
- 아메리카 이즈 스틸 더 플레이스 (2015년)
- 미니의 19금 일기 (2015년)
- 요세미티 (2015년) - 마이클 역
- 빅 아이즈 (2014년) - 비트족 역
- 타임 투 러브 (2014년)
- 혹성탈출: 반격의 서막 (2014년)
- 블루 재스민 (2013년) - 미드웨스턴 여행자 역
- 체이싱 매버릭스 (2012년) - 매버릭스 스펙테이터 역
- 어바웃 체리 (2012년)